# Стралджанско блато
Стралджанското блато е осушено блато, което се е намирало на изток от Стралджа, Ямболска област. Било е най-голямото вътрешно блато в България с площ 45 км². Земята се използва за селскостопански цели. Дренирането на района е започнало още през 20-те години на XX век, до 40-те години блатото е било напълно пресушено. В източната част на неговата територия са изградени язовир "Цанко Церковски" с площ 1,8 км² и баластриера Венец. Все още съществуват блатата, които са остатъци от Стралджанското блато. Най-голямо от тях е Гръбеша с площ 60 ха, второ по големина е Венецкия гьол (Гьола) с площ 50 ха, Чаирите (15 ха), Луденишкото блато (2 ха) и др. Общата площ на тези блата е ок. 1,3 км². Западно от язовир „Цанко Церковски“ се простират по-ниско разположени терени, заети от влажни ливади, мочурливи места със система от отводнителни канали, а при дъждовна пролет – и малки блатни водоеми с временен характер. Влажните ливади са обрасли с мезофилна тревна растителност с преобладаване на острица, ливадна ливадина, броеничеста ливадина, пасищен райграс и др. Ивици предимно от топола, бяла акация и някои други културни видове оформят единствените участъци с дървесна растителност в района. В Стралджанското блато са гнездили в голяма численост розовият и къдроглавият пеликани, а също така и сивият жерав. Блатото е било напълно пресушено, но въпреки работещата отводнителна система и до днес през дъждовни години голяма част от територията се наводнява и обраства с тръстики. Днес в комплекс Стралджа са установени 143 вида, от които 50 са включени в Червената книга на България. От срещащите се видове 70 са от европейско природозащитно значение. Като световно застрашени са включени 6 вида, а като застрашени в Европа – 64 вида. Мястото осигурява подходящи местообитания за 55 вида, включени в приложение 2 на Закона за биологичното разнообразие, за които се изискват специални мерки за защита. От тях 50 са вписани също в приложение I на Директива 79/409 на ЕС. Влажната зона е чувствителна към човешки дейности, свързани с управление на водите, както и с неустойчивото ползване на територията на бившето блато като земеделската земя.